# Szentkúti Meszes-tető
Szentkúti Meszes-tető este o arie protejată (arie specială de conservare — SAC, sit de importanță comunitară — SCI) din Ungaria întinsă pe o suprafață de 892,6 ha, integral pe uscat.

## Localizare
Centrul sitului Szentkúti Meszes-tető este situat la coordonatele 47°59′28″N 19°45′35″E / 47.991111°N 19.759722°E.

## Înființare
Situl Szentkúti Meszes-tető a fost declarat sit de importanță comunitară în mai 2004 pentru a proteja 2 specii de plante și 15 specii de animale. Situl a fost protejat și ca arie specială de conservare în februarie 2010.

## Biodiversitate
Situată în ecoregiunea panonică, aria protejată conține 10 habitate naturale: Pajiști stepice subpanonice, Păduri panonice-balcanice de stejar turcesc - stejar sesil, Păduri panonice cu Quercus petraea și Carpinus betulus, Pajiști uscate seminaturale și facies de acoperire cu tufișuri pe substraturi calcaroase (Festuco-Brometalia) (* situri importante pentru orhidee), Păduri de fag Asperulo-Fagetum, Păduri panonice cu Quercus pubescens, Pajiști panonice carstice (Stipo-Festucetalia pallentis), Tufărișuri subcontinentale peripanonice, Liziere de ierburi înalte hidrofile de câmpie și de nivel montan până la alpin, Pajiști aluvionare inundabile, de Cnidion dubii.
La baza desemnării sitului se află mai multe specii protejate:
- plante (2): Echium russicum, sisinei (Pulsatilla grandis)
- amfibieni (2): buhai de baltă cu burta roșie (Bombina bombina), triton cu creastă dobrogean (Triturus dobrogicus)
- mamifere (3): liliac cârn (Barbastella barbastellus), liliacul mediteranean cu potcoavă (Rhinolophus euryale), liliacul mic cu potcoavă (Rhinolophus hipposideros)
- nevertebrate (10): croitorul mare al stejarului (Cerambyx cerdo), Coenagrion ornatum, Cucujus cinnaberinus, orthosia schmidtii (Dioszeghyana schmidtii), fluturele de noapte (Eriogaster catax), Euplagia quadripunctaria, Hypodryas maturna, Limoniscus violaceus, rădașcă (Lucanus cervus), fluturele purpuriu (Lycaena dispar)

Pe lângă speciile protejate, pe teritoriul sitului au mai fost identificate 13 specii de plante, 1 specie de mamifere, 7 specii de nevertebrate, 1 specie de reptile.